# Maryl Bannie
Maryl Bannie, de son vrai nom Mbezelé Marilou, est une chanteuse camerounaise née en 1973 et morte le 9 novembre 2003 à Yaoundé,.

## Biographie

### Carrière
Maryl Bannie se révèle grâce à un concours qu'organise son mentor et compagnon Christian Nguini.
C'est à la fin des années 90 et début des années 2000 que la chanteuse comet son premier album "promesse" ; les titres "Promesse" et "Michel" issus de cet album connaissent un succès notable. Puis fin 2002, c'est son deuxième album titré "visage" qui paraît, mais à cause des multiples voyages en France et problèmes de santé, elle n'aura pas le temps d'en faire la promotion.

### Activité annexe
Maryl Bannie est employée à la CRTV, la télévision publique.

### Décès
Plusieurs années rongée par une tumeur cérébrale, Maryl Bannie y succombe le dimanche 9 novembre 2003 à l'hôpital d'Olembe à Yaoundé, à l'âge de 30 ans.

### Famille
Maryl Bannie est mère de deux enfants.

## Discographie
- Promesse (2000)
- Visage (2002)

## Sources et références
1. 1 2 3 4  steph, « Maryl Bannie », sur Agenda Culturel du Cameroun, 12 décembre 2019 (consulté le 14 mars 2025)
2. 1 2 3 4  admin, « Exemple actu buzz : 20 artistes camerounais décédés ces 19 dernières années (Maryl Bannie) », sur allbuzzafrica, 4 septembre 2022 (consulté le 14 mars 2025)
3. ↑  Dorine Ekwè, « Meryl Bannie: plus de promesses », Mutation,‎ 11 novembre 2003 (lire en ligne)